# Tobias Bachmüller
Tobias Bachmüller (* 19. April 1957 in Stuttgart) ist ein deutscher Unternehmer. Er ist seit 1996 gemeinsam mit Bastian Fassin geschäftsführender Gesellschafter der Katjes Fassin GmbH + Co. KG und ist ebenso Mitinhaber der Katjes International GmbH & Co. KG.

## Leben

### Berufliche Stationen
Nach seinem Abitur am Hermann-Böse-Gymnasium in Bremen und seiner Ausbildung zum Reserveoffizier, studierte Tobias Bachmüller als Stipendiat der Friedrich-Naumann-Stiftung Jura in Hamburg und München. Während seines Studiums war er als Assistent des Bundestagsabgeordneten Rainer Funke Angestellter des Deutschen Bundestages.
Anschließend war er u. a. als Principal mit Fokus auf Konsumgüter bei der Boston Consulting Group (BCG) in Düsseldorf tätig. Von 1992 bis 1995 war er Direktor für Marketing und General Manager bei Kraft Jacobs Suchard in Bremen und gewann 1994 mit der Marke Milka den Deutschen Marketing-Preis. 2019 gewann  Bachmüller den Preis erneut, diesmal mit der Marke Katjes. Er ist der einzige Preisträger, der den Deutschen Marketing-Preis als Verantwortlicher von zwei verschiedenen Marken gewinnen konnte.

### Sonstige Tätigkeiten
- Präsident des Europäischen Süßwarenverbandes CAOBISCO[3]
- Mitglied des Kuratoriums der Universität Witten-Herdecke[4]
- Mitglied des Kuratoriums der Stiftung Familienunternehmen[5]

### Persönliches
Er ist verheiratet mit Ariane Bachmüller. Gemeinsam haben sie fünf Kinder.